# Snow White's Poison Bite
Snow White's Poison Bite fue una banda finlandesa de post-hardcore procedente de Joensuu.
Su música puede ser descrita como pop punk, horror punk o screamo, Aunque la banda ha descrito su música como "murdercore", "horrorcore" o "killcore".

## Historia
La banda se formó a principios del 2007 con Allan”Jeremy Thirteenth” Cotterill, Juuso Puhakka, Tuomo Korander y Teemu Leikas. Luego, en el 2008 la banda se completó con el bajista Jarkko Penttinen. A fines del 2009 Juuso Puhakka dejó la banda por desacuerdos personales y musicales, desde entonces que la banda se transformó en un cuarteto. El vocalista Allan Cotterill nació en Reino Unido pero desde los seis años de edad que vive en Finlandia, el resto de la banda es finlandesa de nacimiento.
En mayo del 2008 SWPB ganó la competencia de bandas “Big Boom”. El premio fue tres días de tiempo de estudio y un concierto en el festival de verano “Himos Festival”. En mayo del 2009 SWPB tocaron como teloneros para la famosa banda americana post-harcore Alesana en Helsinki. Ellos también estuvieron de gira con Música contra las drogas en Finlandia, que forma parte de la organización juventud contra las drogas.
A comienzos del 2009 Snow White’s Poison Bite firmó contrato con Poko Rekords/EMI Finlandia. En febrero del 2009 Poko Lanzó el primer EP de SWPB “Drama Throught Your Stereo”
A principios del 2010 la banda firmó un contrato de grabación con el sello Sound Of Finland's Hyeena Trax y lanzaron dos singles,  "Valentine's Doom" como descarga gratuita y "Kristy Killings".
Su álbum Debut  ”The Story of Kristy Killings”, fue lanzado el 27 de octubre de 2010. La versión japonesa del álbum fue lanzada a través de Marquee / Avalon y digitalmente a través de iTunes en los EE. UU.
La banda anunció su separación el 18 de noviembre de 2018.

## Miembros

### Última alineación
- Allan "Jeremy Thirteenth" Cotterill - voz, guitarra (2007-2018)
- Tuomo Räisänen - guitarra (2011-2018)
- Niko Hyttinen - batería (2012-2018)
- Hannu Saarimaa - bajo (2012-2018)

### Antiguos miembros
- Juuso Puhakka - voz gutural, screaming (2007-2009)
- Tuomo Korander - guitarra (2007-2011)
- Jarkko Penttinen - bajo (2007-2011)
- Teemu Leikas - batería (2007-2011)
- Wili Ala-Krekola - batería (2011-2012)

## Discografía

### Álbum
- 2010 - The Story of Kristy Killings (Sound Of Finland)
- 2013 - Featuring: Dr. Gruesome and the Gruesome Gory Horror Show (Victory Records)

### EP
- 2008 - Snow White’s Poison Bite (Auto-producido)
- 2009 - Drama Through Your Stereo (Poko Rekords)

### Singles
- 2008 - So Cinderella
- 2009 - She's A Trendy Designer On Her Wrists
- 2010 - Valentine's Doom
- 2010 - Kristy Killings
- 2010 - The End Of Prom Night
- 2012 - Count Dracula Kid

## Videografía
- "So Cinderella" (2008)
- "She's A Trendy Designer On Her Wrists" (2009)
- "The End Of Prom Night" (2010)
- "Will You Meet Me In The Graveyard?" (2013)
- "There's A New Creep On The Block" (2013)